# Піску-Радулуй
Піску-Радулуй (рум. Piscu Radului) — село у повіті Вранча в Румунії. Входить до складу комуни Візантя-Лівезь.
Село розташоване на відстані 178 км на північ від Бухареста, 41 км на північний захід від Фокшан, 145 км на південний захід від Ясс, 112 км на північний захід від Галаца, 98 км на схід від Брашова.

## Населення
За даними перепису населення 2002 року у селі проживали 490 осіб, усі — румуни. Усі жителі села рідною мовою назвали румунську.